# مجلس شيوخ ولاية أوريغون
مجلس شيوخ ولاية أوريغون (بالإنجليزية: Oregon State Senate)‏ هو مجلس شيوخ ولاية أوريغون الأمريكية، وهو المجلس الأعلى في مجلس أوريغون التشريعي.

## طالع أيضًا
- مجلس أوريغون التشريعي